# カリバタ英雄墓地

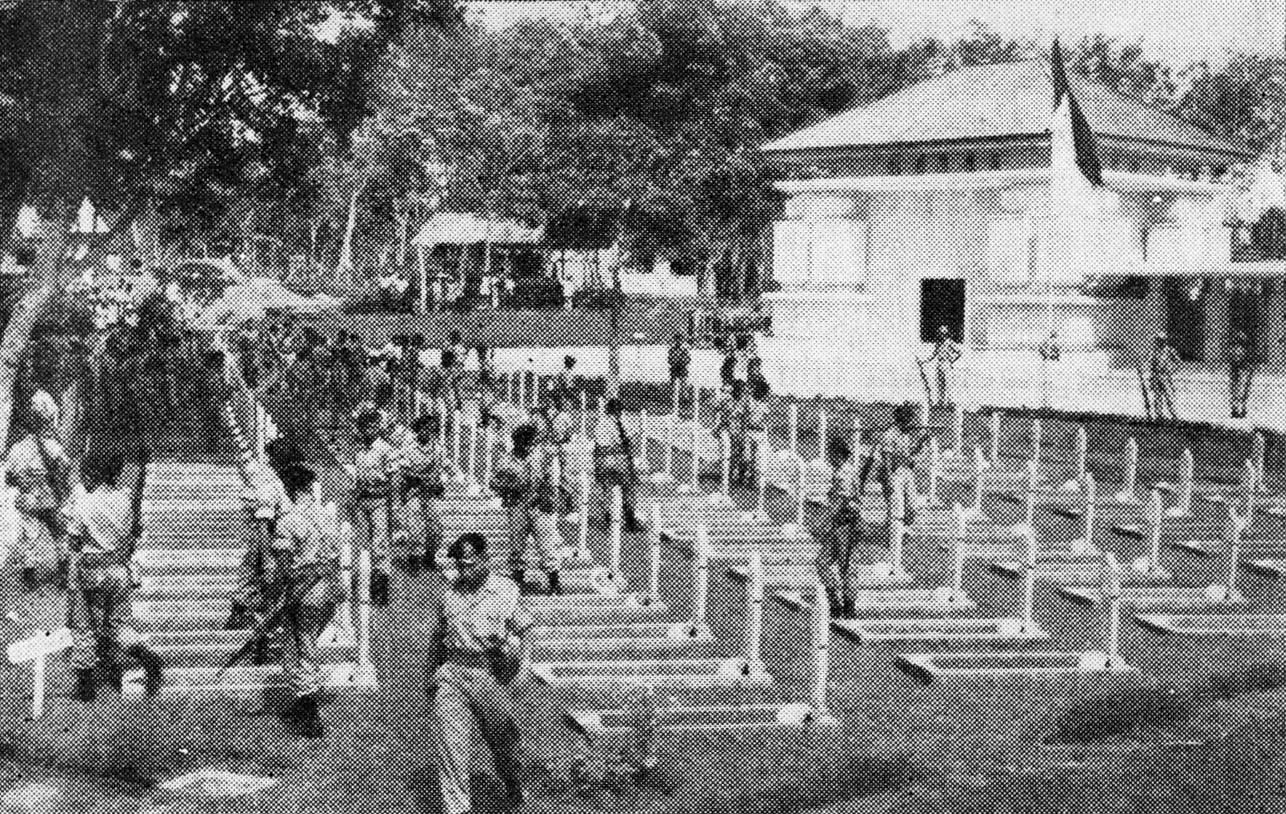
1957年

カリバタ国立中央英雄墓地（カリバタこくりつちゅうおうえいゆうぼち、インドネシア語: Taman Makam Pahlawan Nasional Utama Kalibata、略: TMPNU Kalibata）は、インドネシアの南ジャカルタ市にある国立追悼施設である。
インドネシア独立戦争中に戦死した将兵、そして戦後に亡くなった元将兵が埋葬されており、同様の施設はスラバヤ、メダンなど、インドネシア国内の各地に存在している。

## 概要
インドネシア国内の国立英雄墓地に埋葬されているのは、インドネシア独立戦争に参加した戦績のある者で、性別・宗教・種族は問われない。カリバタ英雄墓地には約7千人が埋葬されていて、戦後生き残った元戦士も、没後はここか国内各地の英雄墓地に埋葬されることになっている。葬儀の費用やその後の管理の費用はすべて国家が負担する。
カリバタ英雄墓地の敷地は、イスラーム、キリスト教、仏教など、埋葬者の信仰ごとに区分されており、また、氏名不詳の戦没者が眠る無名戦士の墓もある。
独立の英雄としてこの墓地に埋葬されることはインドネシアで最高の栄誉とされており、その葬儀にはインドネシアの国防省代表、インドネシア国軍の葬儀委員、儀仗兵、軍楽隊が参加して、厳粛に執り行われる。

## 日本人埋葬者
インドネシア独立戦争に参加した日本人（インドネシア残留日本兵）のうち、戦死が確認され、遺体が収容された者は各地の英雄墓地に埋葬されており、カリバタ英雄墓地には27人の日本人戦没者が埋葬されている。戦死を確認されながらも名前が判明していない者は無名戦士として英雄墓地に埋葬されている。ただし、独立戦争に参加しつつも、その後行方不明となっている元日本兵の数も少なくないと思われる。
独立戦争を生き抜いた日本人元兵士にはインドネシアによってゲリラ勲章が授与され、英雄墓地に埋葬される権利を得るが、本人が望まない場合や書類不備などの場合、一般墓地に埋葬される。
こうした一般墓地の整備（日本人墓地、納骨堂の建設など）や、日本人戦没者の遺骨収集、そして行方不明者の確認作業は、独立戦争後にインドネシアに残留した日本人らによってすすめられている。
日本の政治家・皇族がカリバタ英雄墓地を訪れ、参拝・献花を行った例としては、中谷元防衛庁長官（2001年9月11日）、小泉純一郎首相（2002年1月13日）、秋篠宮文仁親王・紀子夫妻（2008年1月19日）がある。また安倍晋三首相は2007年8月21日及び2015年4月22日の2回、カリバタ英雄墓地参拝を行った。2015年4月22日アジア・アフリカ会議（バンドン会議）60周年では、開会式を終えた安倍首相は墓地を訪問しインドネシア独立戦争の英雄である日本人（衛藤七男）の墓前にも献花した。

## マルガ英雄墓地
マルガ英雄墓地（Taman Makam Pahlawan Marga）は、1946年11月20日、オランダ軍との壮絶な戦闘により全滅したグスティ・ングラライ将軍率いる義勇軍部隊94名ほかインドネシア独立戦争で戦死した1372名を埋葬した戦没者墓地で、バリ島タバナン県マルガにある。チャンディ・マルガナラ墓苑ともいう。その中には終戦後も残留してングラライ部隊に属して戦死した12名の日本人も含まれている。毎年11月20日には戦死者を追悼する儀式が行われている。

### 日本人の墓碑
| 墓碑番号 | 日本名             | 墓碑記載名         | 出生年月日・出身地                    |
| -------- | ------------------ | ------------------ | ------------------------------------- |
| No.221   | 梶原（陸軍）       | Bung Ali           |                                       |
| No.300   | 高木米治兵曹長     | I Made Putera      | 1919年7月3日生まれ 宮崎県東臼杵郡出身 |
| No.320   | 松井久年兵曹長     | I Wayan Sukera     | 1920年1月1日生まれ                    |
| No.321   | 荒木武友上曹       | I Made Sukeri      | 1920年9月1日生まれ 長崎県南高来郡出身 |
| No.332   | 神戸陸軍曹長       | Bung Selamat       |                                       |
| No.339   | 海軍軍属 オタテ    | Ketut Sunia        |                                       |
| No.483   | 木村（? 陸軍 ）    | I Ketut            |                                       |
| No.429   | 氏名不詳           | I Gede             |                                       |
| No.553   | 美馬芳夫二曹       | I Ketut Mima       | 1925年1月14日生まれ                   |
| No.554   | 中野（陸軍）       | I Mada             |                                       |
| No.824   | 氏名不詳           | I Wayan Gede Wadya |                                       |
| No.1372  | 工藤栄もしくはソガ |                    | 1913年9月27日生まれ                   |

## クスマネガラ英雄墓地
クスマネガラ英雄墓地（Taman Makam Pahlawan Kusumanegara）は別名スマキ英雄墓地（Taman Makam Pahlawan Semaki）とも呼ばれる、ジョグジャカルタのスマキにある英雄墓地。1,914人の軍人・軍属・民間人を含む戦没者が埋葬されている。終戦後も残留して戦死した6名の日本人も埋葬されている。

## その他の日本人兵士が眠る英雄墓地
ボゴール英雄墓地（ボゴール）、テビチンギ英雄墓地（中部ジャワ）、チレボン英雄墓地（中部ジャワ）、タシクマラヤ英雄墓地（西ジャワ州）、スラバヤ英雄墓地（スラバヤ）、PEMATANG SIANTAR英雄墓地（スマトラ）、マラン英雄墓地（スマトラ）には多数の日本人が眠っている。